# السقف (وضرة)

تعديل مصدري - تعديل

السقف هي إحدى قرى عزلة القحطاني بمديرية وضرة التابعة لمحافظة حجة، بلغ تعداد سكانها 164 نسمة حسب تعداد اليمن لعام 2004.